# Antonio Arbiol y Díez

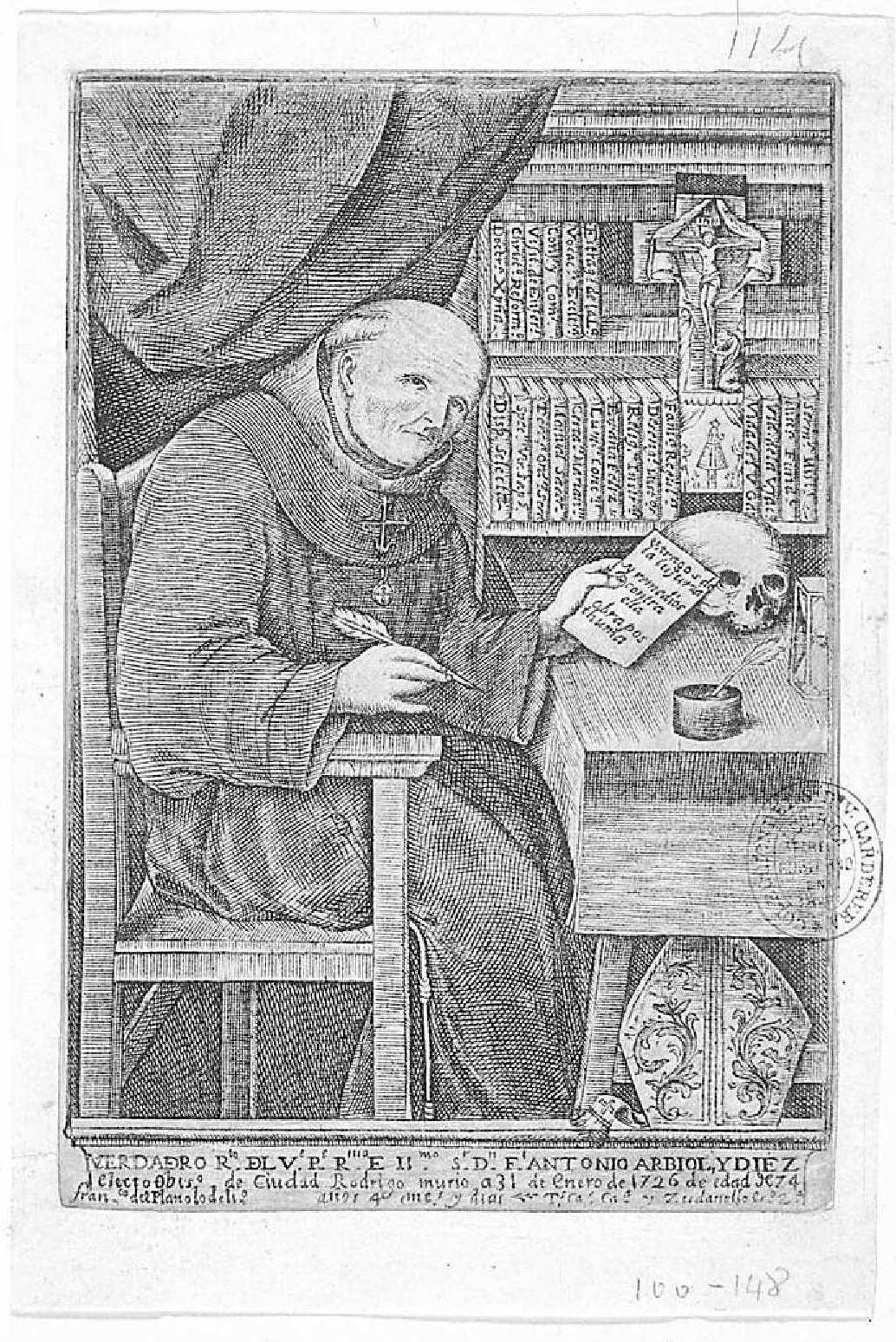
Retrato de Antonio Arbiol, grabado calcográfico de Carlos Casanova y Francisco Zudanel por dibujo de Francisco del Plano. Inscripción: «VERDADERO Rto. DEL Ve. Pe. Rmo. E Ilmo. Sr. Dn. Fl. ANTONIO ARBIOL, Y DIEZ / electo Obis.º de Ciudad -Rodrigo murió a 31 de enero de 1726 de edad de 74 años 4 mes. y días». Biblioteca Nacional de España.

Antonio Arbiol y Díez (Torrellas (Zaragoza), 1651-Zaragoza, 31 de enero de 1726) fue un religioso franciscano español, escritor sobre moral.
Profesó en el Instituto de la Regular Observancia de San Francisco, su trayectoria religiosa le llevó a ser lector de teología, guardián del convento de Santa María de Jesús de Zaragoza, custodio de su Provincia y ministro provincial de Aragón.
Posteriormente fue comisario visitador de Valencia y Burgos, visitador apostólico del papa Inocencio II en las Canarias, calificador de la Inquisición en Aragón, y examinador sinodal del arzobispado de Zaragoza.
En 1720 el rey Felipe V lo presentó para el obispado de Ciudad Rodrigo, pero rehusó para dedicarse a la predicación.
Entre sus obras figuran muchas sobre temas como la tarea de reconfortar a los enfermos o la educación de los niños y diversos consejos morales.

No se ha de obligar al concubinario a que eche la concubina si ella le fuese muy útil para su regalo y asistencia; si faltando ella pasaría la vida muy desacomodada y otras viandas le causaran tedio y dificultosamente hallaría otra criada.

## Obras
- Manuale sacerdotum. 1693. Manual para que sacerdotes aprendan a predicar.
- La Venerable y esclarecida Orden Tercera de San Francisco. 1697. Historia de la orden de San Francisco, de la que evalúa los "principios, leyes, reglas, ejercicios y vidas de sus principales santos."
- Desengaños místicos. 1706. Sobre los errores cometidos durante la oración, esquema de teología, y errores en la espiritualidad.
- El cristiano reformado. 1714. Sobre los ejercicios y devociones de la Tercera Orden.
- La familia regulada con doctrina de la Sagrada Escritura. 1715
- La religiosa instruida. 1717.
- Visita de enfermos y exercicio santo de ayudar a bien morir. 1722.
- Estragos de la lujuria y sus remedios conforme a las Divinas Escrituras. 1726.